# Paralimnophila (Paralimnophila) christine
Paralimnophila (Paralimnophila) christine is een tweevleugelige uit de familie steltmuggen (Limoniidae). De soort komt voor in het Australaziatisch gebied.